# Slavíkovice (Černíkov)
Slavíkovice jsou malá vesnice, část obce Černíkov v okrese Klatovy v Plzeňském kraji. Nachází se asi pět kilometrů jihovýchodně od Černíkova. Je zde evidováno 48 adres. V roce 2011 zde trvale žilo 91 obyvatel.
Slavíkovice jsou také název katastrálního území o rozloze 3,37 km². Slavíkovice leží v rovinatém i mírně svažitém terénu na potoku Poleňka. Jejich dominantou je kostel, postavený na nevelké návsi, a pozoruhodné jsou i některé chráněné lidové stavby, z nichž nejhodnotnější je patrový špýchar čp. 55.

## Historie
První písemná zmínka o vesnici pochází z roku 1379, a to v Berním rejstříku Plzeňského kraje. První známí majitelé byli bratři z Pušperka, později se tu střídali vladykové a ves nebo její části byly přiděleny k okolním panstvím, zejména k Úsilovu. Když Videršpergárové z Videršperka v roce 1624 prodali úsilovské panství a ponechali si jenom Slavíkovice, staly se samostatným statkem, při kterém se v roce uvádí 1716 i panské sídlo. Slavíkovice v roce 1758 přikoupil a k panství Bystřice připojil Karel Josef Palm. V té době bylo podle Tereziánského katastru ve Slavíkovicích 15 hospodářů. Po smrti zmíněného majitele spravovala zadlužené panství soudní administrace. V soudní dražbě v roce 1839 koupil panství Karel Antonín Bedřich Hohenzollern. Ve vsi tehdy byla panská palírna, myslivna a hospoda.
V roce 1790 byla ve Slavíkovicích zřízena škola. Byla jednotřídní a vedle slavíkovických dětí ji navštěvovaly také děti z Bukové, Mezholez, Nevděku, Úsilova a Vílova. Podle školních statistik do ní bylo v roce 1792 zapsáno 135 dětí. Pro velký počet žáků byla škola v roce 1862 rozšířena na dvojtřídní. Vyučování již probíhalo v nové budově, postavené v roce 1843.
Slavíkovice byly také centrem farního obvodu a sídlem fary. Původně tu vznikla v roce 1785 lokálie, která byla v roce 1857 povýšena na faru. Na návsi na místě kaple připomínané v roce 1716, byl postaven v roce 1827 kostel a zasvěcen svatému Josefu.
V samotných Slavíkovicích tehdy žilo 494 obyvatel. Byl to nejvyšší počet obyvatel, který se postupně snižoval, takže při sčítání v roce 1930 už tu žilo jen 239 lidí. Další velký úbytek byl zaznamenán po druhé světové válce. V roce 1950 bylo při sčítání napočítáno 167 obyvatel. Jednou z příčin tohoto úbytku byl odchod některých rodin do usedlostí v pohraničí.
Významnou změnou v poválečném vývoji Slavíkovic bylo ustavení jednotného zemědělského družstva 5. května 1952. Jeho trvání nebylo dlouhé, už v průběhu roku 1953 se rozpadlo a znovu se začalo společně hospodařit v srpnu roku 1957.
Změny ve správním uspořádání zaznamenali Slavíkovští až v posledních letech. Celá vesnice od 1. ledna 2003 byla přiřazena pod rozšířenou obec a obec s pověřeným úřadem Klatovy. Nadále zůstávají Slavíkovice sídlem fary.
V současné době žije ve Slavíkovicích zhruba 90 obyvatel.

## Obyvatelstvo
| Rok            | 1869 | 1880 | 1890 | 1900 | 1910 | 1921 | 1930 | 1950 | 1961 | 1970 | 1980 | 1991 | 2001 | 2011 | 2021 |
| -------------- | ---- | ---- | ---- | ---- | ---- | ---- | ---- | ---- | ---- | ---- | ---- | ---- | ---- | ---- | ---- |
| Počet obyvatel | 384  | 387  | 317  | 322  | 315  | 282  | 239  | 167  | 161  | 146  | 109  | 83   | 84   | 91   | 105  |
| Počet domů     | 57   | 59   | 62   | 61   | 58   | 55   | 53   | 51   | 51   | 42   | 37   | 43   | 45   | 45   | 46   |

## Obecní správa
Při sčítání lidu v letech 1850–1984 Slavíkovice byly samostatnou obcí v okrese Domažlice. Od 1. ledna 1985 jsou částí obce Černíkov v okrese Domažlice, ale od 1. ledna 2007 v okrese Klatovy. V letech 1850–1909 k obci patřila Buková a v letech 1850–1984 také Nevděk.

## Pamětihodnosti
- Kostel svatého Josefa, postavený roku 1827 v klasicizujícím stylu

## Rodáci
- Anežka Šedivcová–Formánková (1904–1971), pilotka a radiotelegrafistka, 1. žena v Československu, která získala pilotní průkaz

## Fotogalerie

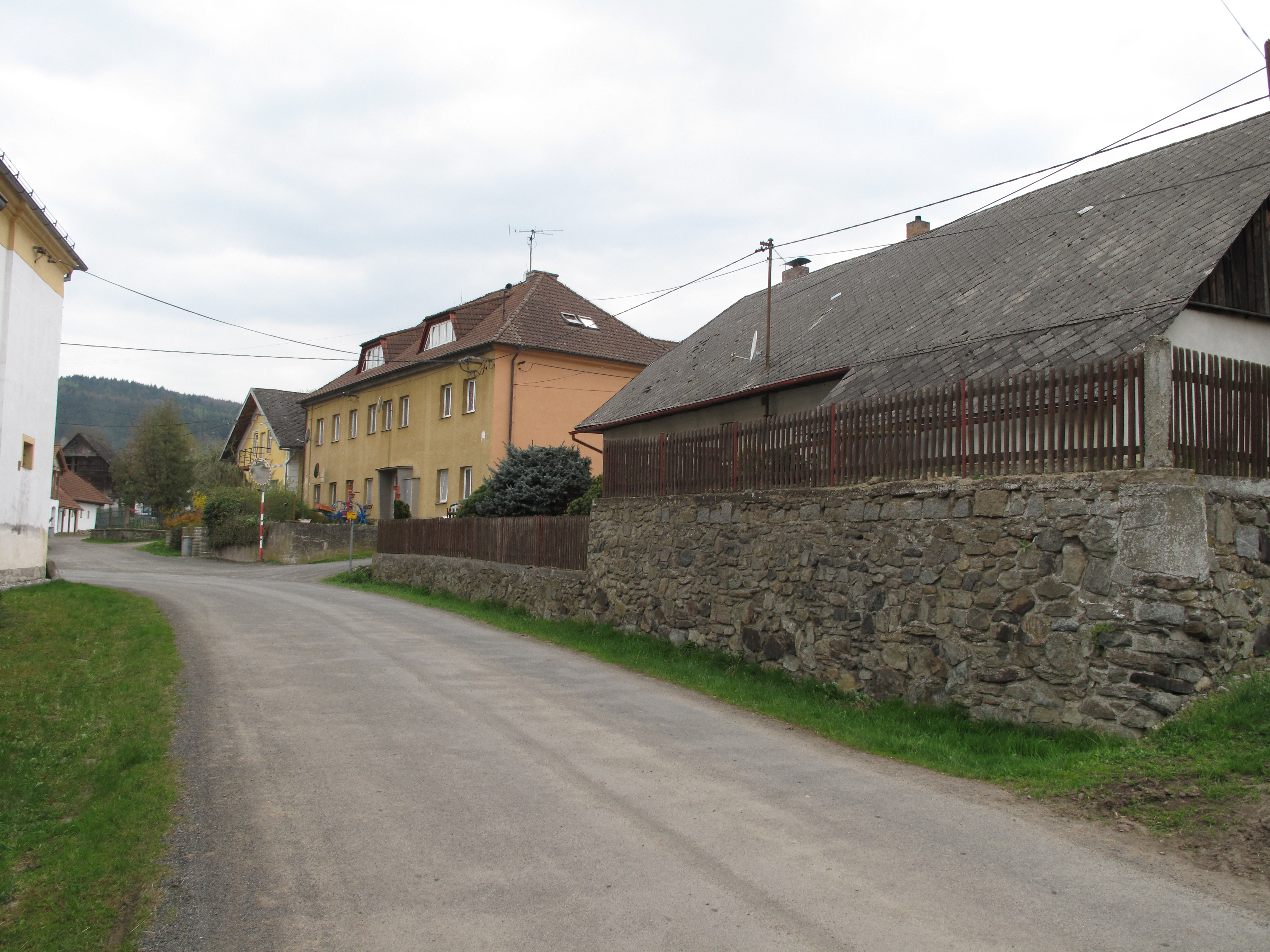
Ulice vedoucí Slavíkovicemi
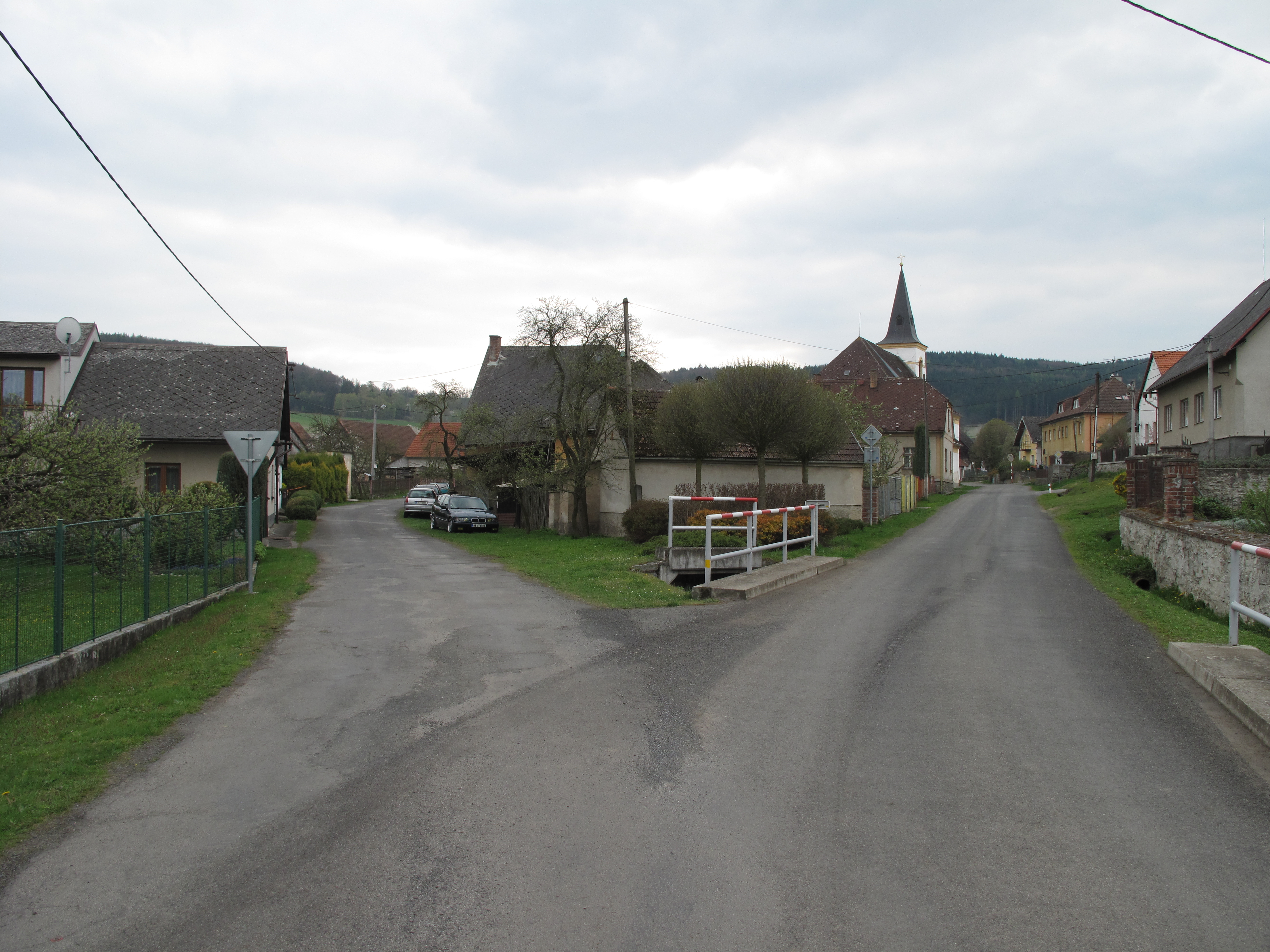
Rozcestí v obci
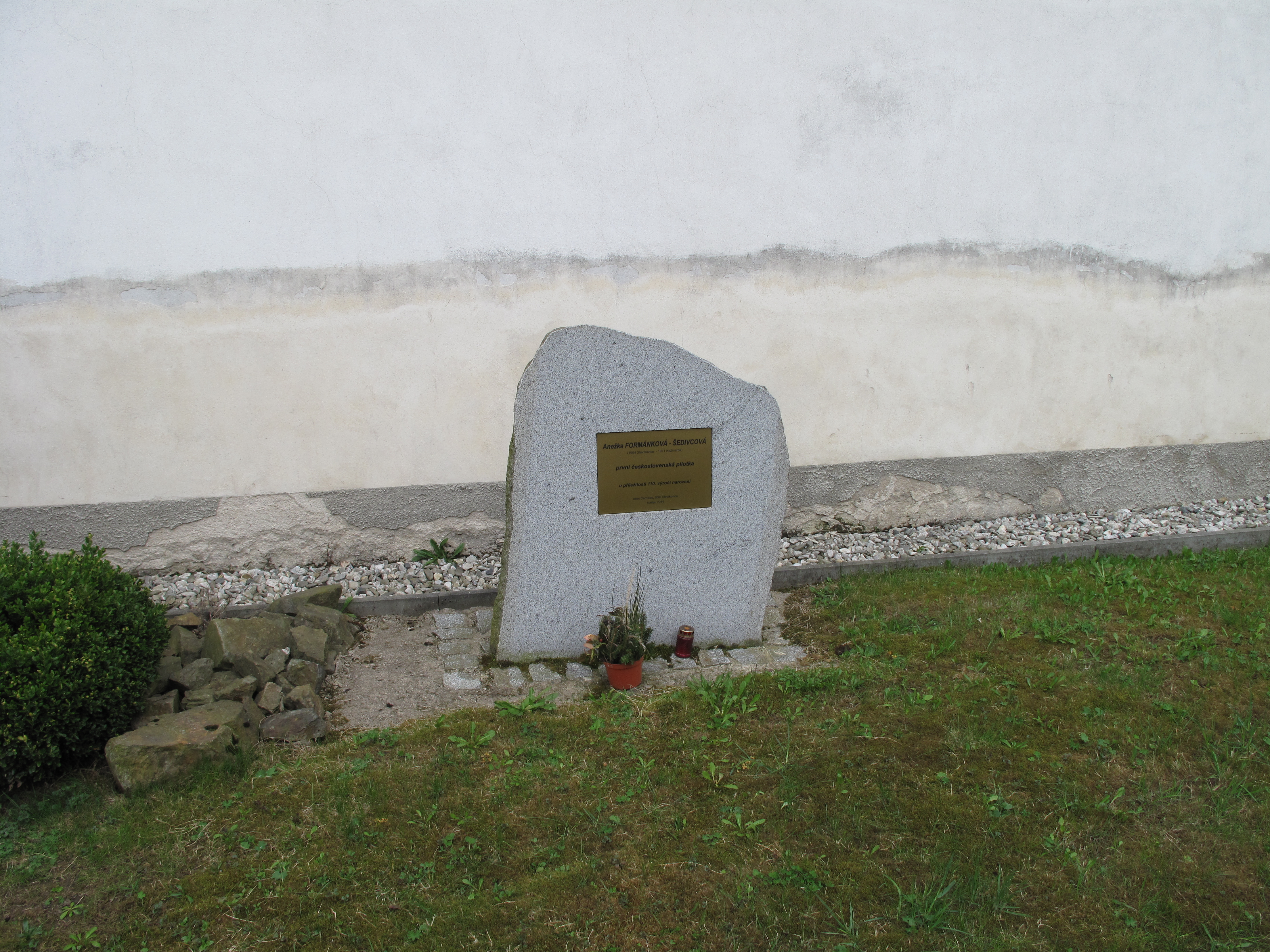
Pomník